# Loxococcus rupicola
Loxococcus rupicola är en enhjärtbladig växtart som först beskrevs av George Henry Kendrick Thwaites, och fick sitt nu gällande namn av Hermann Wendland och Carl Georg Oscar Drude. Loxococcus rupicola ingår i släktet Loxococcus och familjen Arecaceae. Inga underarter finns listade i Catalogue of Life.